# تری فلوئورونیتروزومتان

Trifluoronitrosomethane

تری فلوئورونیتروزومتان (انگلیسی: Trifluoronitrosomethane) که به طور مخفف TFNM خوانده میشود, نوعی هالومتان سمی است.